# Teleocichla centisquama
Espèce
Statut de conservation UICN

 DD  : Données insuffisantes
Teleocichla centisquama est une espèce de poisson de la famille des Cichlidés. Elle est endémique du Brésil où elle n'a été observée que dans la rivière Rio Xingu.
D'après certains scientifiques, la construction du barrage de Belo Monte sur le Rio Xingu pourrait faire disparaître l'espèce à l'état sauvage.